# Sébastien Renaud
Pour les articles homonymes, voir Renaud (homonymie).
Sébastien Renaud, né le 30 septembre 1975 à Saintes, est un footballeur français qui évoluait au poste de gardien de but.
En 1995, il gagne son seul titre, la Coupe Gambardella avec l'As Cannes. Avec cette victoire, il fut proposé à plusieurs clubs de Ligue 1, mais sans suite, et restera à l'AS Cannes.
En 1997, il est sélectionné en équipe de France espoirs par Raymond Domenech, mais n'entre pas en jeu.
Pour la saison 2022-2023 il signe à l’AGG Locmariaquer en remplaçant Thierry Pelard en qualité de coach de l’équipe fanion.

## Carrière
- 91/92 AJ Auxerre Ligue 1 0 match
- 92/93 AJ Auxerre Ligue 1 0 match
- 93/94 AJ Auxerre Ligue 1 0 match
- 94/95 AS Cannes Ligue 1 0 match
- 95/96 AS Cannes Ligue 1 0 match
- 96/97 AS Cannes Ligue 1 9 matchs 0 but
- 97/98 FC Martigues Ligue 2 26 matchs 0 but
- 98/99 Red Star Ligue 2 4 matchs 0 but
- 99/00 US Possession
- 00/01 US Possession
- 01/02 US Possession
- 02/03 Vannes OC CFA 22 matchs 1 but
- 03/04 Vannes OC CFA 2 matchs 0 but
- 04/?? ASOA Valence
- ??/?? UF Belleville